# أدريانا مونيوث
أدريانا مونيوث هي منافسة ألعاب القوى كوبية، ولدت في 16 مارس 1982 في سانتياغو دي كوبا في كوبا.

## وصلات خارجية
- أدريانا مونيوث على موقع الاتحاد الدولي لألعاب القوى (الإنجليزية)
- أدريانا مونيوث على موقع اللجنة الأولمبية الدولية (الإنجليزية)